# 平方数
平方数（、英: square number）とは、整数の自乗（二乗）で表される数である。平方数は図形数の特に多角数の一種であり、正方形をなすように等間隔に点を配列した際の点の個数に対応している。
四角数（）、正方形数（）とも呼ばれる。
平方数の概念は有理数など整数以外の数に一般化できる（#一般化を参照）。
整数は無数に存在するため、平方数もまた無数に存在する。平方数の最初の数個は以下の通り（オンライン整数列大辞典の数列 A290）：
0, 1, 4, 9, 16, 25, 36, 49, 64, 81,
100, 121, 144, 169, 196, 225, 256, 289, 324, 361,
400, 441, 484, 529, 576, 625, 676, 729, 784, 841, …

## 性質
- （正の）約数の個数が奇数である自然数は平方数に限る（一般に約数の個数は素因数の指数に1を足した数の積に等しく、約数の個数が奇数ならすべての指数は偶数となるため、奇数個の約数を持つ数は平方数でなければならない）
  - 特に、正の約数が3個だけある自然数は素数の平方数である（その約数は p を素数として 1, p, p2）
  - 奇数の完全数は存在したとしても約数の個数が偶数であることが知られているため、平方数は完全数ではない
- 1 から 2n − 1 までの n 個の奇数の総和は n2 に等しい：{\displaystyle \textstyle \sum \limits _{k=1}^{n}(2k-1)=n^{2}}
- n 番目までの平方数の和は {\displaystyle \textstyle \sum \limits _{k=1}^{n}k^{2}={\frac {1}{6}}n(n+1)(2n+1)} であり、これは n 番目の四角錐数に等しい。また組合せ記号を用いて n+2C3 + n+1C3 とも表現できる。
- 0 を除く平方数の逆数の和は {\displaystyle {\tfrac {\;\pi ^{2}}{6}}} に収束する：{\displaystyle \textstyle \sum \limits _{k=1}^{\infty }{\tfrac {1}{\;k^{2}}}={\tfrac {\;\pi ^{2}}{6}}}
- 連続する平方数 n2 と (n + 1)2 の間に必ず素数があるかは証明されていない（ルジャンドル予想）
  - だが、素数であるか2個の素数の積である数が存在することは、1975年に陳景潤によって証明されている。
- 平方数の列の階差数列は公差 2 の等差数列であり、第2階差数列は定数列 2である。したがって平方数の列は2階等差数列である。
- 平方数は連続する2つの三角数の和で表せる
- 奇数の平方数の差は8の倍数となる（奇数 n, m について、平方数の差 n2 − m2 = (n + m)(n − m) は（奇数同士の和差は偶数のため）偶数の積であり、2m は単偶数のため積の一方は複偶数となるから、結局 8 の倍数となる）
- 平方数を 3 や 4 で割った余りは 0 または 1 である。
- 多角数定理および類似の定理より以下のことが言える：
  - すべての自然数は高々4個の平方数の和で表せる（四平方定理）
  - すべての自然数は平方数と2個の三角数の和で表される
  - すべての自然数は平方数と偶数の平方数と三角数の和で表される
  - 8k + 1, 6k + 2, 8k + 3, 8k + 5, 8k + 6 の形の自然数は高々3個の平方数の和で表される（いわゆる「三平方和定理」）
- 二個の平方数の和について以下のことが言える：
  - 4k + 1 の形の素数は2個の平方数の和で表せる
  - 8k + 1, 8k + 3 の形の素数は x2 + 2y2 で表せる
  - 12k + 1, 12k + 7 の形の素数は x2 + 3y2 で表せる
- 31個の数を除くすべての自然数は異なる平方数の和で表せる（オンライン整数列大辞典の数列 A001422）
- 相異なる2つの自然数からピタゴラス数を生成でき、直角三角形の斜辺に相当する数は2つの自然数の平方の和となり、他の一辺に相当する数は平方の差となる

### 平方数でもある数
- フィボナッチ数である平方数は 0, 1, 144 のみである
- 三角数である平方数（平方三角数）は 0, 1, 36, 1225, …（オンライン整数列大辞典の数列 A001110）
- 五角数である平方数は 0, 1, 9801, 94109401, …（オンライン整数列大辞典の数列 A036353）
- 立方数でもある平方数は6乗数 n6 である。0, 1, 64, 729, 4096, …（オンライン整数列大辞典の数列 A001014）

### 基数に依存する性質
- ハーシャッド数である平方数は 1, 4, 9, 36, 81, 100, 144, 225, 324, 400, 441, 576, …（オンライン整数列大辞典の数列 A118547）
- 十の位が奇数の平方数は、一の位が必ず 6 になる。16, 36, 196, 256, 576, 676 など。
- 下2桁が 25 の平方数は、百の位が必ず 0, 2, 6 のいずれかになる。25, 225, 625, 1225,2025, …
- 144 と 441、169 と 196 と 961、256 と 625、1024 と 2401 のように、数字を並べ替えただけで、別の平方数になるものがある。（オンライン整数列大辞典の数列 A034289）
- 十進法において、平方数の数字根は 1, 4, 7, 9 のどれかにしかならない
  - これにより、三進法では三の位が 0 の場合は一の位は 0 または 1 であり、三の位が 1, 2 の場合は一の位が 1 としかならない
- 十進法において、平方数の下二桁は 00, 01, 04, 09, 16, 21, 24, 25, 29, 36, 41, 44, 49, 56, 61, 64, 69, 76, 81, 84, 89, 96 の22通りのうちどれかにしかならない
  - これにより、5 で割った余りも 0, 1, 4 のどれかにしかならないし 10 で割った余りも 0, 1, 4, 5, 6, 9 のどれかにしかならない
- 平方数を二進法表示したとき、二の位は必ず 0 となる（二進法では下2桁は 00, 01, 10, 11 の4通りであり、それぞれ平方すると 002 = 00, 012 = 01, 102 = 100, 112 = 1001 と二の位がいずれも 0 であるため）

## 一般化
有理数の平方として表される有理数を平方数ということもある。さらに一般には、可換体 K の乗法群 K* の部分集合 {x2 | x ∈ K} （直積集合と紛れるおそれのないときにはこれを (K*)2 などと表す）の元を平方数や平方元と呼ぶことがある。主に (K*)2 ≠ K* のときに意味を持つ。